# Zuzana Mixová
Zuzana Mixová (* 4. prosince 1954 Praha) je česká herečka.

## Život
V roce 1974 vystudovala gymnázium Jana Nerudy v Praze a v roce 1978 absolvovala DAMU.
Ve 2. dekádě 21. století hraje v kladenském divadle. Je dcerou Josefa Mixy. 
Její bývalý manžel je Otakar Brousek mladší. Má syna Ondřeje Brouska.